# Stazione di Remedello Sotto
La stazione di Remedello Sotto è una fermata ferroviaria posta lungo la linea Brescia-Parma, a servizio della località di Remedello di Sotto, frazione del comune di Remedello.

## Storia
La fermata di Remedello Sotto fu attivata il 1º agosto 1893 contemporaneamente alla tratta Piadena-San Zeno, che completava la linea Parma-Brescia-Iseo.

## Strutture e impianti
Il piazzale della fermata, gestita da Rete Ferroviaria Italiana, dispone del solo binario di corsa, dotato di marciapiede e privo di pensilina corrispondente secondo binario in uso al tempo in cui l'impianto costituiva stazione.
Il fabbricato viaggiatori della fermata è composto da un edificio a due piani: in quello inferiore si trovavano i vari uffici e la sala d'aspetto e il bar; in quello superiore l'abitazione del capostazione. Le facciate dei quattro lati, coperte con intonaco color avorio, sono spoglie di qualsiasi decorazione ed in esse si aprono tre porte (al pian terreno) e tre finestre (al primo piano) nella facciata prospiciente la ferrovia; analoga articolazione ha la facciata rivolta verso la campagna, con la sola variante di un'unica porta fra due finestre al pian terreno. Le facciate laterali mostrano ciascuna, dal basso verso l'alto, una porta, una finestra e un oculo.
È inoltre presente un piccolo edificio ad un solo piano che ospitava i servizi igienici.
Il magazzino merci, situato poco più a nord del fabbricato viaggiatori è un edificio a un solo piano, con tetto a doppio spiovente che sporge lateralmente a formare due ampie tettoie. Lo spazio interno è formato da un unico salone con finestre.

## Movimento
La fermata di Remedello Sotto è servita dai treni regionali della relazione Brescia-Parma, eserciti da Trenord e cadenzati a frequenza oraria.

## Servizi
La fermata dispone di:
- Biglietteria automatica